# Angyal Kálmán
Angyal Kálmán (Nagymegyer, 1900. – Komárom, 1965.) festőművész.

## Élete
1926-ben elvégezte a budapesti Képzőművészeti Főiskolát. 1927 novembere-1965 között rajzot tanított a komáromi Magyar Királyi Állami Polgári Fiú-és Leányiskolában (ma Petőfi Sándor Általános Iskola).
A komáromi szaktanács járási titkárságán belül 1948-ban megalakult művészeti-csoport alapító tagja és művészeti vezetője, majd az 1950-ben megalakult Komáromi Képzőművészeti Szakkör vezetője volt. Több mint 30 évig volt Komárom kulturális életének meghatározó személyisége.
Tanítványa volt többek között Szűcs István Miklós (1947) magyar képzőművész, középiskolai tanár.

## Emlékezete
- 2002 Dél-Komáromban rendeztek emlékkiállítást műveiből

## Művei
- Csendélet[1]